# Phreatoasellus akyioshiensis
Phreatoasellus akyioshiensis är en kräftdjursart som först beskrevs av Ueno 1927.  Phreatoasellus akyioshiensis ingår i släktet Phreatoasellus och familjen sötvattensgråsuggor. Inga underarter finns listade i Catalogue of Life.